# (407) Арахна
(407) Арахна (др.-греч. Ἀράχνη) — астероид главного пояса, который принадлежит к тёмному спектральному классу C. Он был открыт 13 октября 1895 года немецким астрономом Максом Вольфом в обсерватории Хайдельберг и назван в честь Арахны, искусной ткачихи из древнегреческих мифов.

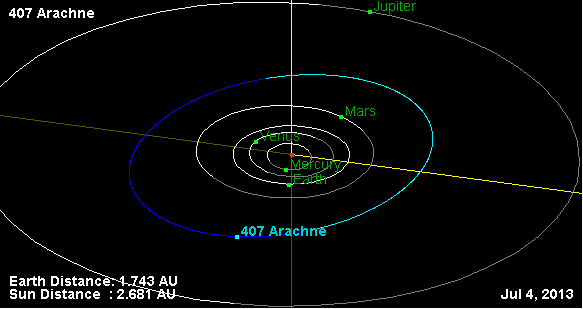
Орбита астероида Арахна и его положение в Солнечной системе